# Ладожский уезд
Ладожский уезд — административно-территориальное образование на востоке Водской пятины Новгородской земли. В состав уезда входило южное Приладожье и нижний бассейн реки Волхов. Центром уезда был город Ладога (в 1704 году ставший селом Старой Ладогой). В 1727 году уезд был укрупнён и преобразован в Новоладожский уезд.

## Состав уезда (погосты)
- Пречистенский Городенский,
- Ильинский на Волхове,
- Фёдоровский Песоцкий,
- Егорьевский Теребужский,
- Малая Лопца,
- Михайловский на Пороге (на Волхове),
- Никольский с Городища.